# Sudaria atrolutea
Sudaria atrolutea is een hooiwagen uit de familie Assamiidae.